# Team Novo Nordisk

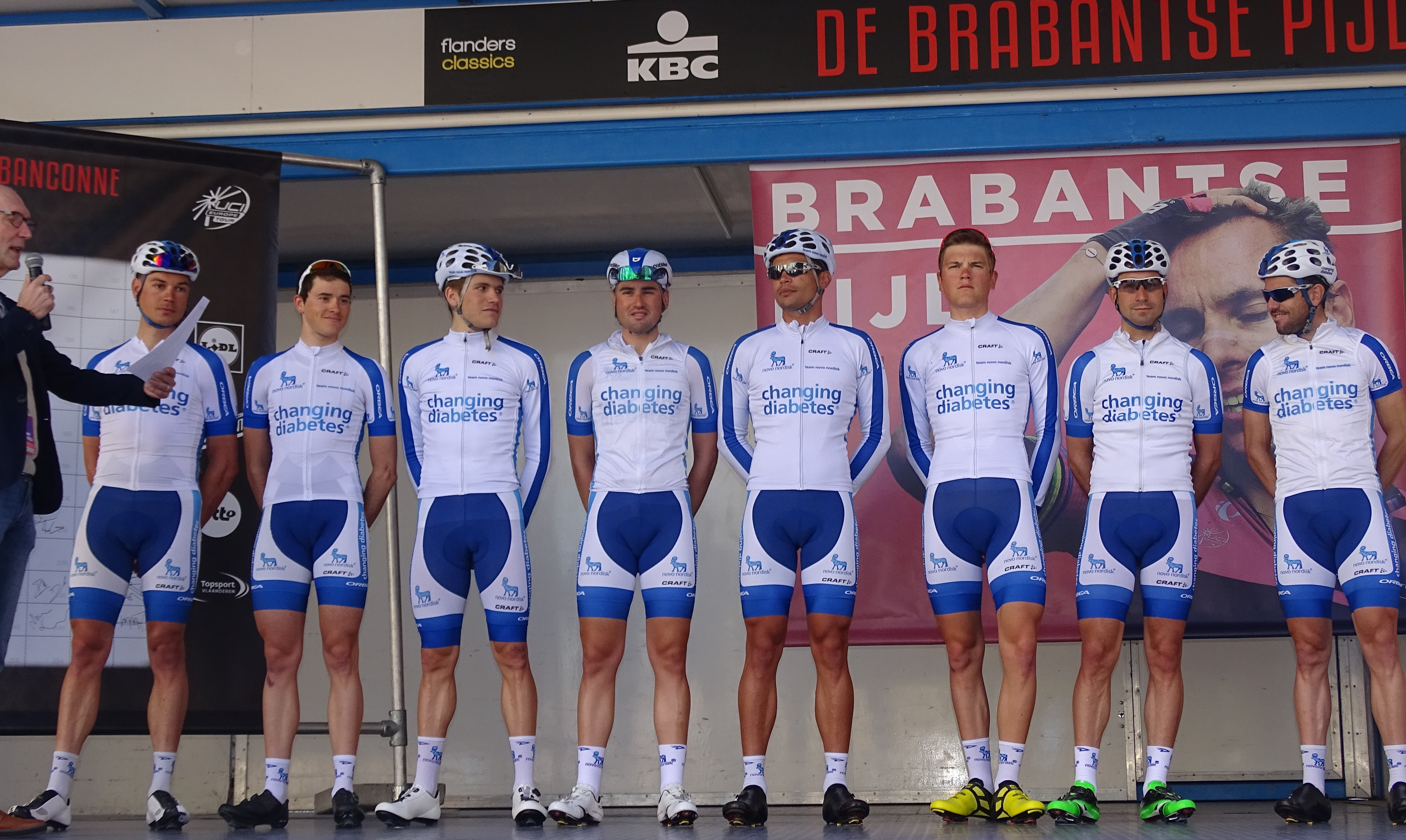

A Team Novo Nordisk (código UCI: TNN) é uma equipe de ciclismo profissional norte-americana de categoria Profissional Continental (segunda divisão mundial de ciclismo de estrada). O objetivo da equipe é inspirar, educar e capacitar as pessoas afetadas pelo diabetes.